# Chloropsina nigerrima
Chloropsina nigerrima är en tvåvingeart som först beskrevs av Becker 1913.  Chloropsina nigerrima ingår i släktet Chloropsina och familjen fritflugor. Inga underarter finns listade i Catalogue of Life.